# Tex Rickard
George Lewis "Tex" Rickard, född 2 januari 1870 i Kansas City i Missouri, död 6 januari 1929 i Miami i Florida, var en amerikansk boxningspromotor, grundare av ishockeylaget New York Rangers i National Hockey League (NHL), och konstruktör av den tredje Madison Square Garden i New York. Under 1920-talet var Rickard den främsta boxningspromotorn, och har bland annat jämförts med P.T. Barnum och Don King. Rickard drev även hotell och kasinon i Alaska, Nevada och Kanada.

## Biografi

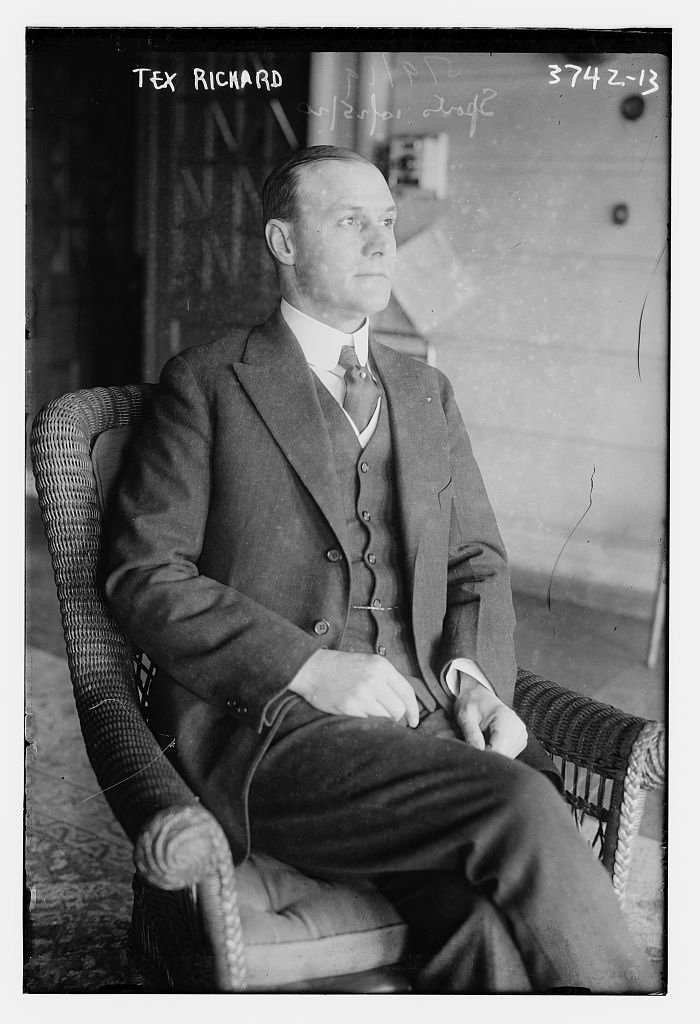
Tex Rickard, 1916.

Rickard föddes i Kansas City, Missouri, och spenderade barndomen i Sherman, Texas, dit familjen flyttade då han var fyra år gammal. Då Rickards far dog flyttade mamman familjen till Henrietta, Texas. Rickard blev cowboy vid 11 års ålder, efter hans fars död. Vid 23 års ålder blev han vald till "marshal" i Henrietta. Han fick under den tiden smeknamnet "Tex". Rickard gifte sig med Leona Bittick den 2 juli 1894. Den 3 februari 1895 föddes deras son Curtis L. Rickard. Leona Rickard dog den 11 mars 1895, och Curtis Rickard dog den 4 maj 1895.

### Alaska
Tex Rickard sökte sig till Alaska i november 1895, då det hittats guld i trakten. Han sökte sig sedan vidare till Klondike, som blev känt för guldrushen 1897. Rickard tjänade bra pengar på att gräva guld, och han öppnade "The Northern", en saloon, hotell och spelhall i Dawson City i Yukon i Kanada. Rickard förlorade senare alla pengar, och sin del i "The Northern", på spel. Han arbetade senare som croupier och bartender, och började samtidigt att promota boxningsmatcher. Våren 1899 sökte sig Rickard för att gräva guld i Nome i Alaska. Under tiden i Nome träffade han Wyatt Earp, som var en stor boxningssupporter. Dessa två kom att bli vänner för livet, trots att de ett tag var konkurrenter i Nome.

### Nevada
1906 drev Rickard "Northern saloon and casino" i Goldfield, Nevada. I Goldfield promotade han professionella boxningsmatcher, och ett år senare öppnade Rickard Northern Hotel i Ely, Nevada. I december 1909 fick Rickard och John Gleason rättigheterna att arrangera titelmatchen i tungviktsboxning mellan James J. Jeffries och Jack Johnson. Rickard ville hålla matchen den 4 juli 1910 i San Francisco, men matchen flyttades senare till Reno, Nevada. Rickard och Gleason tjänade cirka 120 000 dollar på matchen, som vanns av Johnson.

### Sydamerika
1911 hade Rickard tröttnat på att promota boxning, och sökte sig till Argentina. Han köpte en stor gård, där han skötte boskap. Rickard drev senare ranchen för Percival Farquhar, som hade en av de största markerna i Sydamerika.

### Åter till boxning
1916 återvände Rickard till USA, och började sedermera promota boxning igen. Han arrangerade bland annat matchen mellan Jess Willard och Frank Moran i New York. Matchen hölls den 17 mars 1916 i Madison Square Garden, den andra byggnaden med det namnet.

### Madison Square Garden
Den 31 maj 1923 skrev Rickard på papper för det nystartade New Madison Square Garden Corporation, ett företag som startats för att bygga en ny sportarena i New York. Rickard köpte mark vid 7:e avenyn mellan 31:a och 33:e gatan på Manhattan, och köpte rättigheterna till namnet Madison Square Garden, då den förra byggnaden skulle rivas och ersättas med kontorsbyggnader. Arenan öppnade den 8 november 1925. Tack vare New York Americans succé under arenans första år, beslöt företaget att starta ett andra lag, som skulle kontrolleras av företaget. Det nya laget kallades "Tex's Rangers", och skulle senare byta namn till New York Rangers.

### Död
Den 26 december 1928 lämnade Rickard New York för Miami Beach, Florida, där han skulle gå igenom arrangemanget för en match mellan Jack Sharkey och Young Stribling. På nyårsafton samma år, drabbades Rickard av blindtarmsinflammation, och behövde opereras. Rickard avled den 6 januari 1929 på grund av komplikationer efter operationen.